# NGC 1341
NGC 1341 је спирална галаксија у сазвежђу Пећ која се налази на NGC листи објеката дубоког неба.
Деклинација објекта је - 37° 8' 58" а ректасцензија 3h 27m 58,3s. Привидна величина (магнитуда) објекта NGC 1341 износи 11,5 а фотографска магнитуда 12,3. Налази се на удаљености од 16,9000 милиона парсека од Сунца. NGC 1341 је још познат и под ознакама ESO 358-8, MCG -6-8-20, IRAS 03260-3719, FCC 62, PGC 12911.